# Antonio Álvarez de Toledo y Beaumont
Antonio Álvarez de Toledo, V duca d'Alba (nome completo in spagnolo: Antonio Álvarez de Toledo y Beaumont de Navarra; 1568 – 29 gennaio 1639), fu un nobile e statista del Regno di Spagna e del vicereame di Napoli.

## Biografia
Oltre al ducato di Alba de Tormes, fu II duca di Huéscar, VI conte di Lerín e connestabile di Navarra, V conte di Salvatierra de Tormes, marchese di Coria, Grande di Spagna e Maggiordomo maggiore del Re Filippo IV. Nel 1599 Filippo III gli conferì anche il titolo di Toson d'Oro.
Divenne viceré di Napoli dal 14 dicembre 1622 al 16 agosto 1629.
Antonio fu il nipote del "duca di ferro" Fernando Álvarez de Toledo, III duca d'Alba e divenne quinto duca di Alba, quando suo zio Fadrique Álvarez de Toledo y Enríquez de Guzmán, IV duca di Alba morì senza lasciare eredi.